# Mesothen catherina
Mesothen catherina är en fjärilsart som beskrevs av William Schaus 1892. Mesothen catherina ingår i släktet Mesothen och familjen björnspinnare. Inga underarter finns listade i Catalogue of Life.